# Johann Baptist Cysat
Johann Baptist Cysat (latinosan: Cysatus; franciául: Jean-Baptiste Cysat) (Luzern, 1587. június 24. – Luzern, 1657. március 17.) svájci jezsuita matematikus és csillagász, akiről a Cysatus krátert nevezték el a Holdon.
1604-ben lépett be a jezsuita rendbe. 1611-től az ingolstadti egyetemen matematikát, kontroverz-teológiát és egzegézist tanított. 1618-ban a maga szerkesztette távcsővel fölfedezte az Orion-ködöt. 1631-ben Pierre Gassendivel elsőként figyelte meg a Merkúr átvonulását a Nap előtt. Christoph Scheinerrel együtt fedezte föl a napfoltokat. Elsőként kutatta az üstökösök fizikáját, s e téren ma is Cysat elnevezéseit használják. Johannes Keplerrel is kapcsolatban állt.
Főműve: Mathematica astronomica de loco, motu, magnitudine et causis cometae qui sub finem anni 1618 et initium anni 1619 in coelo fulsit. (Ingolstadt, 1619).
Cysat 1624-től 1627-ig a luzerni, 1630-ban az innsbrucki, 1646-ban pedig az eichstatti jezsuita kollégium rendfőnöke volt. Később visszatért Luzernbe, ahol 1657. március 17-én halt meg.